# Ландриани, Лукреция
Лукреция Ландриани (итал. Lucrezia Landriani; род. ок. 1440) — любовница Галеаццо Марии Сфорцы, герцога Милана, и мать его четверых внебрачных детей, в том числе Катерины Сфорцы, одной из самых знаменитых женщин итальянского Возрождения, по прозвищу «Львица Романьи» и «Тигрица из Форли». У Лукреции было ещё трое детей от герцога и двое от законного мужа.

## Биография
Лукреция была женой графа Джан Пьеро Ландриани, придворного и близкого друга миланского герцога Галеаццо Марии Сфорцы (1444—1476), сына Франческо Сфорцы, герцога Милана, и Бьянки Марии Висконти, герцогини Миланской. Галеаццо Мария стал герцогом Милана после смерти своего отца 8 марта 1466 года.
Лукреция родилась в Милане около 1440 года, однако больше ничего не известно ни о её детстве и юности, ни о её происхождении. Портрет Лукреции, написанный Доменико Венециано, свидетельствует о том, что она была довольно красивой, со светлыми волосами, голубыми глазами, высоким лбом и изящными чертами лица. Она родила от своего мужа Джан Пьеро двоих детей, взяв на себя их образование и воспитание: сына Пьеро Ландриани, впоследствии ставшего кастеляном крепости Форлимпополи, и дочь Бьянку Ландриани, вышедшую замуж за Томмазо Фео, кастеляна замка Равальдино и зятя Катерины Сфорцы.

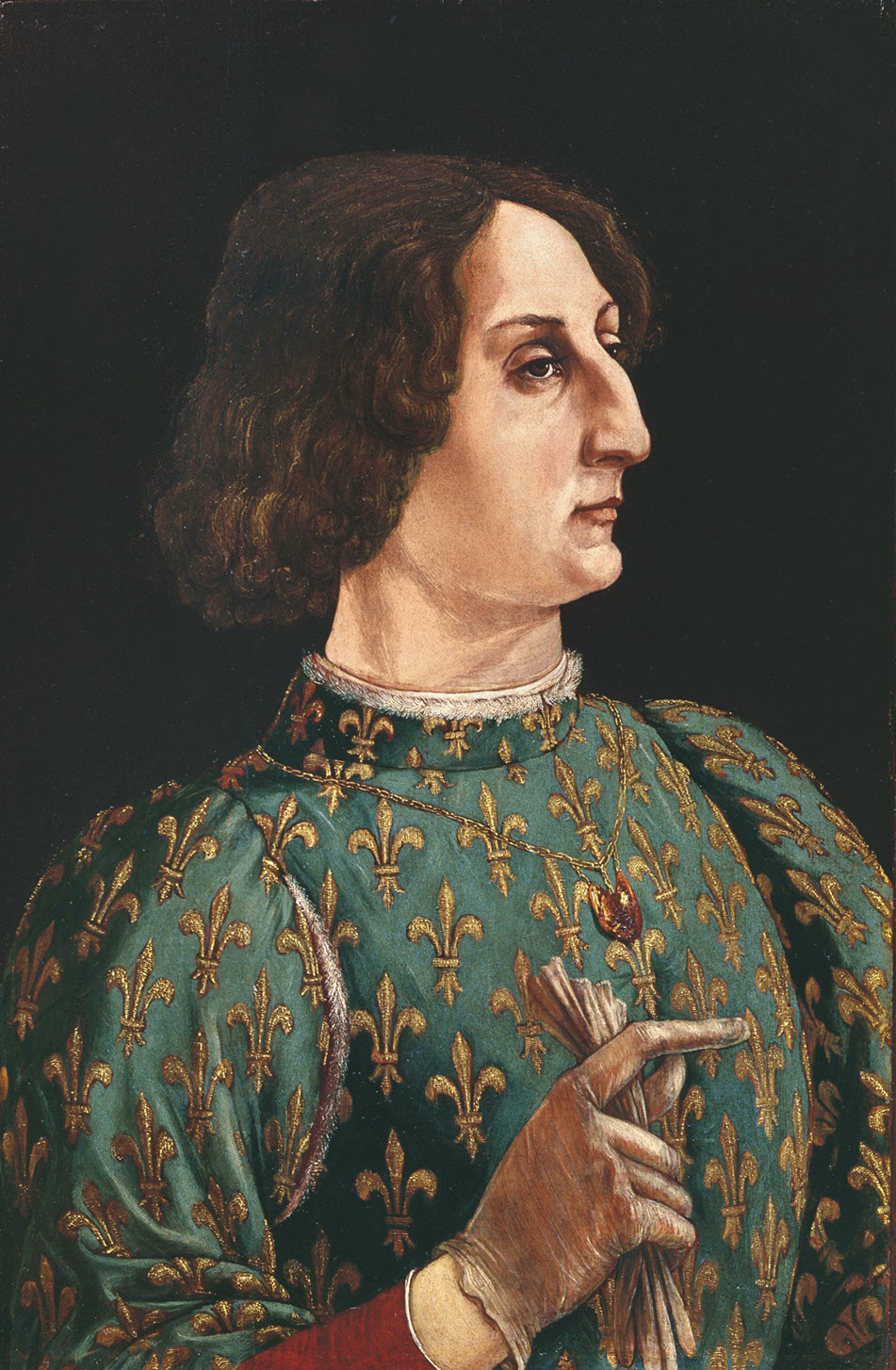
Портрет Галеаццо Марии Сфорцы, герцога Милана, отца детей Лукреции

Лукреция стала любовницей Галеаццо Марии примерно в 1460 году, когда ему было 16 лет, она родила ему как минимум четверых детей:
- Карло Сфорца, граф Маджента (1461 — 9 мая 1483), женился на Бьянке Симонетте (ум. 1487), которая родила ему двоих дочерей: Анджелу Сфорцу (1479—1497) и Ипполиту Сфорцу (1481—1520). Последняя вышла замуж за Алессандро Бентивольо, от которого у неё были дети, в том числе дочь Виоланта, которая вышла замуж за кондотьера Джованни Паоло I Сфорцу, незаконнорожденного сына Людовико Моро Сфорца от Лукреции Кривелли.
- Катерина Сфорца, леди Имола, графиня Форли (начало 1463 — 28 мая 1509), трижды была замужем[5].
- Алессандро Сфорца, синьор Франкавиллы (1465—1523), женился на Барбаре деи Конти Бальбиани ди Валькиавенна, которая родила ему дочь Камиллу.
- Кьяра Сфорца (1467—1531), первым мужем которой был Пьетро, граф даль Верме ди Сангинетто, синьор Виджевано, а вторым — Фрегозино Фрегозо, синьор Нови, от которого у неё были дети.

Дети Лукреции были узаконены и воспитаны при герцогском дворе вместе с законными детьми Галеаццо от его второй жены Боны Савойской. Они были отданы на попечение их бабушке по отцовской линии — Бьянке Марии Висконти. Самым одарённым и выдающимся ребёнком Галеаццо и Лукреции была Катерина, которую бабушка обучила искусству дипломатии и ведения войны, весьма необходимым навыкам в политической жизни Италии XV века, отмеченной интригами, предательствами, убийствами и непрерывными распрями, вызванными острым соперничеством городов-государств и их правителей.
26 декабря 1476 года Галеаццо Мария Сфорца был зарезан в церкви Сан-Стефано в Милане. Джан Галеаццо Сфорца, его единственный законный сын от Боны Савойской, стал его преемником.
Дата смерти Лукреции Ландриани неизвестна.